# Río Blanco kommun
Río Blanco är en kommun i Mexiko.   Den ligger i delstaten Veracruz, i den sydöstra delen av landet, 220 km öster om huvudstaden Mexico City. Antalet invånare är 40 611.
Följande samhällen finns i Río Blanco:
- Río Blanco